# Веллс (місто)
Веллс (англ. Wells) — єпархіальне місто і громада, адміністративний центр округу Мендіп в англійському графстві Сомерсет, південніше Бата, знамените своїм готичним собором. 
Статус міста Веллс має з 1974 року (незважаючи на те, що на той момент у місті було 1205 жителів), за указом королеви Єлизавети II від 1 квітня 1974. Це другий після Сіті найменший населений пункт зі статусом міста в Англії, але в Уельсі є ще менше місто — Сент-Дейвідс, це найменше місто у Великій Британії.
Назва міста означає англійською «джерела» і вказує на численні мінеральні ключі, якими він славився в минулому.

## Історія
Місто було засноване римськими поселенцями, але важливим центром воно стало при саксах, коли король Вессексу Інє заснував кафедральний собор у 704 році. 
Через двісті років місто стає резиденцією місцевого єпископа, але в 1088 році резиденція була переведена в Бат. Це викликало серйозні суперечки між священниками Веллса та ченцями Бата. Суперечки тривали, доки єпархія не була перейменована на єпархію Бата і Веллса. 
До 1160 року, перш ніж єпископ Роберт не уклав перший статут міста, Веллс був селом. У цьому ж 1160 році було дозволено торгувати та проводити ярмарки у місті.

Веллс був включений до Книги Страшного суду в 1086 році як Велле, від старо-англійського слова wiells, і був вказаний не як місто, а поселення з чотирма садибами та населенням 132 людини, коли насправді в той час населення становило 500—600 осіб.

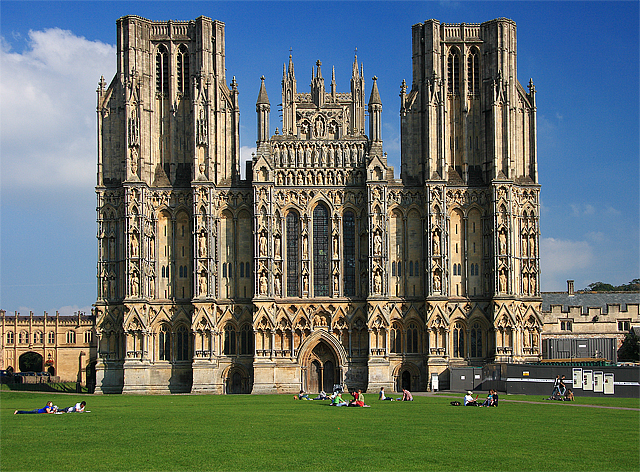
Веллський кафедральний собор

Під час англійської громадянської війни війська парламенту використовували собор як стайню для своїх коней і своїми пострілами  зруйнували значну частину величних скульптур. Вільям Пенн, який перебував у Веллсі незадовго до свого від'їзду в Америку, провів ніч на заїжджому дворі «The Crown Inn». Тут же його схопили за рішенням великого натовпу на ринку, але потім відпустили завдяки втручанню єпископа Бата і Веллса.
Під час повстання у Монмутширі повстанська армія напала на собор і зруйнувала його західну частину. Дах був використаний як вогнева точка, вікна розбиті, орган зламаний, а в притворі солдати тримали коней.
За 5 км від Веллса на річці Екс розташовувався порт Бледней, куди постачалися товари. У середні віки закордонна торгівля здійснювалася через порт Реклі. У XIV столітті французький корабель проплив річкою, й у 1388 році Томас Таннер з Веллса через порт Реклі почав експорт тканин і кукурудзи до Португалії, а отримував залізо і сіль. Веллс був центром виробництва тканин, але в XVI і XVII століттях обсяг торгівлі тканинами зменшився, проте місто зберегло свою важливу роль на ринку.
Під час Другої світової війни в парку Стовберрі (англ. Stowberry) в Веллсі розташовувався табір військовополонених, де в основному були італійські полонені, захоплені під час Західної пустельної кампанії. Згодом там утримувалися і полонені німці, захоплені під час боїв у Нормандії. Табір Пенлі (англ. Penleigh на Вукі-Голл-Роуд (англ. Wookey Hole Road) був німецьким робочим табором.

## Транспортне сполучення
У Веллсі були відкриті три залізничні станції. Перша станція — Прайорі Роад (англ. Priory Road) — відкрилася в 1859 році і відносилась до Центральної залізниці Сомерсета (пізніше залізниця Сомерсета та Дорсета (англ. Somerset and Dorset Joint Railway)) і була розв'язкою на короткі відгалуження від Ґластонбері. Друга залізнична станція — Східний Сомерсет (англ. East Somerset) — була побудована на схід від Прайорі Роад в 1870 році, на відкритій ще в 1862 році гілці від Вітема. У 1870 році на гілці Чеддер Веллі залізниці Брістоля та Ексетера (англ. Somerset and Dorset Joint Railway) від Яттона до Веллса була побудована третя станція. Цю станцію назвали згодом Такер-стріт (англ. Tucker Street).
Але до 1963 року всі станції у Веллсі для пасажирів були закриті. А в наступному, 1964 році у Веллсі припинилися і вантажні перевезення.

## Веллс у культурі
У місті провів дитинство відомий британський режисер Едгар Райт, який зняв фільм «A Fistful of Fingers», в якому дія відбувається у місті Веллсі. Також Райт зняв у Веллсі «Круті фараони» і свій перший фільм «Dead Right».